# Jean-Baptiste Intcigaray
Jean-Baptiste Intcigaray, né le 14 novembre 1908 à Briscous et mort le 31 janvier 2004 à Bayonne, est un coureur cycliste français. Originaire du Pays basque, il évolue au niveau professionnel durant les années 1930. 

## Biographie
Au printemps 1931, Jean-Baptiste Intcigaray se classe troisième du Circuit du Béarn. Il passe ensuite professionnel en 1932, alors qu'il est âgé de vingt-trois ans. Durant cette saison, il se distingue en terminant deuxième d'une étape du Tour de Catalogne. 
En 1933, il s'impose sur le Circuit de la Chalosse. Il participe également au Tour de France, où il abandonne dès la première étape. L'année suivante, il remporte le Circuit de la Vienne et termine notamment deuxième de Bordeaux-Saintes. Il poursuit la compétition jusqu'en 1937, en s'illustrant principalement dans des courses régionales. 

## Palmarès et résultats

### Palmarès par année
- 1931
  - 3e du Circuit du Béarn
- 1932
  - 3e du GP Republica
- 1933
  - Circuit de la Chalosse
  - 3e de Bordeaux-Saintes
- 1934
  - Circuit de la Vienne
  - Royan-Saint-Junien
  - 2e de Bordeaux-Saintes
- 1935
  - 2e du Tour de Corrèze
- 1936
  - Circuit de la Chalosse

### Résultats sur les grands tours

#### Tour de France
1 participation
- 1933 : abandon (1re étape)